# Рибо, Жоан
Жоан Рибо (исп. Joan Ribó; род. 17 сентября 1947, Манреса) — испанский государственный и политический деятель. Мэр Валенсии с 13 июня 2015 года. Является членом коалиции «Компромис».

## Биография
Родился 17 сентября 1947 года в Манресе, провинция Барселона. Изучал сельскохозяйственную инженерию в Политехническом университете Валенсии. Позже работал школьным учителем и стал профессором университета.
С 1980-х годов стал активным участником валенсийской политики. С 1995 по 2007 год был членом «Corts Valencianes» от Объединённых левых. В 2007 году покинул партию, а в 2011 году снова стал политически активным, когда присоединился к коалиции «Компромис».
В мае 2015 года прошли выборы в муниципальный совет Валенсии, а 13 июня 2015 года стал мэром Валенсии, сменив Риту Барберу из Народной партии на выборах в совет.
26 мая 2019 года состоялись муниципальные выборы на которых он снова был избран мэром Валенсии. Это был первый случай, когда коалиция «Компромис» заняла первое место на местных выборах в Валенсии.

## Личная жизнь
В свободное время занимается садоводческой деятельностью и велосипедным спортом.